# Ataque Marshall
O Ataque Marshall (também chamado de Gambito Marshall ) é uma abertura de xadrez caracterizada pelos movimentos:
1. e4 e5
2. ♘f3 ♞c6
3. ♗b5 a6
4. ♗a4 ♞f6
5. O-O ♝e7
6. ♖e1 b5
7. ♗b3 O-O
8. c3 d5
O Ataque Marshall é uma linha agressiva no Ruy Lopez, onde as pretas sacrificam um peão jogando d5 para ganhar iniciativa e um ataque na ala do rei. Frank Marshall fez sua famosa estreia em seu jogo contra José Raúl Capablanca em 1918. Embora Marshall tenha perdido o jogo, a abertura ganhou popularidade e foi adotada por muitos jogadores de ponta, ainda hoje sendo usada no nível superior por jogadores como Levon Aronian e Ding Liren. É de particular importância teórica como forma de as pretas jogarem ativamente e evitarem a chamada “tortura espanhola” do Fechado Ruy Lopez. Além disso, levou ao desenvolvimento de várias linhas "Anti-Marshall" projetadas para evitar suas complicações.

## História
O Ataque Marshall foi jogado antes de 1918 por jogadores menos conhecidos e pelo próprio Marshall em 1917. Seu jogo mais famoso, chamado de "um dos jogos mais famosos da história" pelo Chessbase Chess News, é Marshall vs. Capablanca, jogado em 1918 no Manhattan Chess Club em Nova York.
Desde sua estreia, muitos jogadores de ponta adotaram a abertura e desenvolveram ainda mais sua teoria, notadamente Boris Spassky em sua partida de 1965 contra Mikhail Tal. Uma melhoria importante em relação ao jogo de Marshall contra Capablanca foi 11... c6 em vez de Nf6. Mesmo na última década, a teoria sofreu muitas mudanças.

## Fundamentos
|   | a | b | c | d | e | f | g | h |   |
| 8 | a8 preto torre · c8 preto bispo · f8 preto torre · g8 preto rei · f7 preto peão · g7 preto peão · h7 preto peão · a6 preto peão · c6 preto peão · d6 preto bispo · b5 preto peão · d5 preto cavalo · d4 branco peão · h4 preto rainha · b3 branco bispo · c3 branco peão · a2 branco peão · b2 branco peão · f2 branco peão · g2 branco peão · h2 branco peão · a1 branco torre · b1 branco cavalo · c1 branco bispo · d1 branco rainha · e1 branco torre · g1 branco rei | a8 preto torre · c8 preto bispo · f8 preto torre · g8 preto rei · f7 preto peão · g7 preto peão · h7 preto peão · a6 preto peão · c6 preto peão · d6 preto bispo · b5 preto peão · d5 preto cavalo · d4 branco peão · h4 preto rainha · b3 branco bispo · c3 branco peão · a2 branco peão · b2 branco peão · f2 branco peão · g2 branco peão · h2 branco peão · a1 branco torre · b1 branco cavalo · c1 branco bispo · d1 branco rainha · e1 branco torre · g1 branco rei | a8 preto torre · c8 preto bispo · f8 preto torre · g8 preto rei · f7 preto peão · g7 preto peão · h7 preto peão · a6 preto peão · c6 preto peão · d6 preto bispo · b5 preto peão · d5 preto cavalo · d4 branco peão · h4 preto rainha · b3 branco bispo · c3 branco peão · a2 branco peão · b2 branco peão · f2 branco peão · g2 branco peão · h2 branco peão · a1 branco torre · b1 branco cavalo · c1 branco bispo · d1 branco rainha · e1 branco torre · g1 branco rei | a8 preto torre · c8 preto bispo · f8 preto torre · g8 preto rei · f7 preto peão · g7 preto peão · h7 preto peão · a6 preto peão · c6 preto peão · d6 preto bispo · b5 preto peão · d5 preto cavalo · d4 branco peão · h4 preto rainha · b3 branco bispo · c3 branco peão · a2 branco peão · b2 branco peão · f2 branco peão · g2 branco peão · h2 branco peão · a1 branco torre · b1 branco cavalo · c1 branco bispo · d1 branco rainha · e1 branco torre · g1 branco rei | a8 preto torre · c8 preto bispo · f8 preto torre · g8 preto rei · f7 preto peão · g7 preto peão · h7 preto peão · a6 preto peão · c6 preto peão · d6 preto bispo · b5 preto peão · d5 preto cavalo · d4 branco peão · h4 preto rainha · b3 branco bispo · c3 branco peão · a2 branco peão · b2 branco peão · f2 branco peão · g2 branco peão · h2 branco peão · a1 branco torre · b1 branco cavalo · c1 branco bispo · d1 branco rainha · e1 branco torre · g1 branco rei | a8 preto torre · c8 preto bispo · f8 preto torre · g8 preto rei · f7 preto peão · g7 preto peão · h7 preto peão · a6 preto peão · c6 preto peão · d6 preto bispo · b5 preto peão · d5 preto cavalo · d4 branco peão · h4 preto rainha · b3 branco bispo · c3 branco peão · a2 branco peão · b2 branco peão · f2 branco peão · g2 branco peão · h2 branco peão · a1 branco torre · b1 branco cavalo · c1 branco bispo · d1 branco rainha · e1 branco torre · g1 branco rei | a8 preto torre · c8 preto bispo · f8 preto torre · g8 preto rei · f7 preto peão · g7 preto peão · h7 preto peão · a6 preto peão · c6 preto peão · d6 preto bispo · b5 preto peão · d5 preto cavalo · d4 branco peão · h4 preto rainha · b3 branco bispo · c3 branco peão · a2 branco peão · b2 branco peão · f2 branco peão · g2 branco peão · h2 branco peão · a1 branco torre · b1 branco cavalo · c1 branco bispo · d1 branco rainha · e1 branco torre · g1 branco rei | a8 preto torre · c8 preto bispo · f8 preto torre · g8 preto rei · f7 preto peão · g7 preto peão · h7 preto peão · a6 preto peão · c6 preto peão · d6 preto bispo · b5 preto peão · d5 preto cavalo · d4 branco peão · h4 preto rainha · b3 branco bispo · c3 branco peão · a2 branco peão · b2 branco peão · f2 branco peão · g2 branco peão · h2 branco peão · a1 branco torre · b1 branco cavalo · c1 branco bispo · d1 branco rainha · e1 branco torre · g1 branco rei | 8 |
| 7 | a8 preto torre · c8 preto bispo · f8 preto torre · g8 preto rei · f7 preto peão · g7 preto peão · h7 preto peão · a6 preto peão · c6 preto peão · d6 preto bispo · b5 preto peão · d5 preto cavalo · d4 branco peão · h4 preto rainha · b3 branco bispo · c3 branco peão · a2 branco peão · b2 branco peão · f2 branco peão · g2 branco peão · h2 branco peão · a1 branco torre · b1 branco cavalo · c1 branco bispo · d1 branco rainha · e1 branco torre · g1 branco rei | a8 preto torre · c8 preto bispo · f8 preto torre · g8 preto rei · f7 preto peão · g7 preto peão · h7 preto peão · a6 preto peão · c6 preto peão · d6 preto bispo · b5 preto peão · d5 preto cavalo · d4 branco peão · h4 preto rainha · b3 branco bispo · c3 branco peão · a2 branco peão · b2 branco peão · f2 branco peão · g2 branco peão · h2 branco peão · a1 branco torre · b1 branco cavalo · c1 branco bispo · d1 branco rainha · e1 branco torre · g1 branco rei | a8 preto torre · c8 preto bispo · f8 preto torre · g8 preto rei · f7 preto peão · g7 preto peão · h7 preto peão · a6 preto peão · c6 preto peão · d6 preto bispo · b5 preto peão · d5 preto cavalo · d4 branco peão · h4 preto rainha · b3 branco bispo · c3 branco peão · a2 branco peão · b2 branco peão · f2 branco peão · g2 branco peão · h2 branco peão · a1 branco torre · b1 branco cavalo · c1 branco bispo · d1 branco rainha · e1 branco torre · g1 branco rei | a8 preto torre · c8 preto bispo · f8 preto torre · g8 preto rei · f7 preto peão · g7 preto peão · h7 preto peão · a6 preto peão · c6 preto peão · d6 preto bispo · b5 preto peão · d5 preto cavalo · d4 branco peão · h4 preto rainha · b3 branco bispo · c3 branco peão · a2 branco peão · b2 branco peão · f2 branco peão · g2 branco peão · h2 branco peão · a1 branco torre · b1 branco cavalo · c1 branco bispo · d1 branco rainha · e1 branco torre · g1 branco rei | a8 preto torre · c8 preto bispo · f8 preto torre · g8 preto rei · f7 preto peão · g7 preto peão · h7 preto peão · a6 preto peão · c6 preto peão · d6 preto bispo · b5 preto peão · d5 preto cavalo · d4 branco peão · h4 preto rainha · b3 branco bispo · c3 branco peão · a2 branco peão · b2 branco peão · f2 branco peão · g2 branco peão · h2 branco peão · a1 branco torre · b1 branco cavalo · c1 branco bispo · d1 branco rainha · e1 branco torre · g1 branco rei | a8 preto torre · c8 preto bispo · f8 preto torre · g8 preto rei · f7 preto peão · g7 preto peão · h7 preto peão · a6 preto peão · c6 preto peão · d6 preto bispo · b5 preto peão · d5 preto cavalo · d4 branco peão · h4 preto rainha · b3 branco bispo · c3 branco peão · a2 branco peão · b2 branco peão · f2 branco peão · g2 branco peão · h2 branco peão · a1 branco torre · b1 branco cavalo · c1 branco bispo · d1 branco rainha · e1 branco torre · g1 branco rei | a8 preto torre · c8 preto bispo · f8 preto torre · g8 preto rei · f7 preto peão · g7 preto peão · h7 preto peão · a6 preto peão · c6 preto peão · d6 preto bispo · b5 preto peão · d5 preto cavalo · d4 branco peão · h4 preto rainha · b3 branco bispo · c3 branco peão · a2 branco peão · b2 branco peão · f2 branco peão · g2 branco peão · h2 branco peão · a1 branco torre · b1 branco cavalo · c1 branco bispo · d1 branco rainha · e1 branco torre · g1 branco rei | a8 preto torre · c8 preto bispo · f8 preto torre · g8 preto rei · f7 preto peão · g7 preto peão · h7 preto peão · a6 preto peão · c6 preto peão · d6 preto bispo · b5 preto peão · d5 preto cavalo · d4 branco peão · h4 preto rainha · b3 branco bispo · c3 branco peão · a2 branco peão · b2 branco peão · f2 branco peão · g2 branco peão · h2 branco peão · a1 branco torre · b1 branco cavalo · c1 branco bispo · d1 branco rainha · e1 branco torre · g1 branco rei | 7 |
| 6 | a8 preto torre · c8 preto bispo · f8 preto torre · g8 preto rei · f7 preto peão · g7 preto peão · h7 preto peão · a6 preto peão · c6 preto peão · d6 preto bispo · b5 preto peão · d5 preto cavalo · d4 branco peão · h4 preto rainha · b3 branco bispo · c3 branco peão · a2 branco peão · b2 branco peão · f2 branco peão · g2 branco peão · h2 branco peão · a1 branco torre · b1 branco cavalo · c1 branco bispo · d1 branco rainha · e1 branco torre · g1 branco rei | a8 preto torre · c8 preto bispo · f8 preto torre · g8 preto rei · f7 preto peão · g7 preto peão · h7 preto peão · a6 preto peão · c6 preto peão · d6 preto bispo · b5 preto peão · d5 preto cavalo · d4 branco peão · h4 preto rainha · b3 branco bispo · c3 branco peão · a2 branco peão · b2 branco peão · f2 branco peão · g2 branco peão · h2 branco peão · a1 branco torre · b1 branco cavalo · c1 branco bispo · d1 branco rainha · e1 branco torre · g1 branco rei | a8 preto torre · c8 preto bispo · f8 preto torre · g8 preto rei · f7 preto peão · g7 preto peão · h7 preto peão · a6 preto peão · c6 preto peão · d6 preto bispo · b5 preto peão · d5 preto cavalo · d4 branco peão · h4 preto rainha · b3 branco bispo · c3 branco peão · a2 branco peão · b2 branco peão · f2 branco peão · g2 branco peão · h2 branco peão · a1 branco torre · b1 branco cavalo · c1 branco bispo · d1 branco rainha · e1 branco torre · g1 branco rei | a8 preto torre · c8 preto bispo · f8 preto torre · g8 preto rei · f7 preto peão · g7 preto peão · h7 preto peão · a6 preto peão · c6 preto peão · d6 preto bispo · b5 preto peão · d5 preto cavalo · d4 branco peão · h4 preto rainha · b3 branco bispo · c3 branco peão · a2 branco peão · b2 branco peão · f2 branco peão · g2 branco peão · h2 branco peão · a1 branco torre · b1 branco cavalo · c1 branco bispo · d1 branco rainha · e1 branco torre · g1 branco rei | a8 preto torre · c8 preto bispo · f8 preto torre · g8 preto rei · f7 preto peão · g7 preto peão · h7 preto peão · a6 preto peão · c6 preto peão · d6 preto bispo · b5 preto peão · d5 preto cavalo · d4 branco peão · h4 preto rainha · b3 branco bispo · c3 branco peão · a2 branco peão · b2 branco peão · f2 branco peão · g2 branco peão · h2 branco peão · a1 branco torre · b1 branco cavalo · c1 branco bispo · d1 branco rainha · e1 branco torre · g1 branco rei | a8 preto torre · c8 preto bispo · f8 preto torre · g8 preto rei · f7 preto peão · g7 preto peão · h7 preto peão · a6 preto peão · c6 preto peão · d6 preto bispo · b5 preto peão · d5 preto cavalo · d4 branco peão · h4 preto rainha · b3 branco bispo · c3 branco peão · a2 branco peão · b2 branco peão · f2 branco peão · g2 branco peão · h2 branco peão · a1 branco torre · b1 branco cavalo · c1 branco bispo · d1 branco rainha · e1 branco torre · g1 branco rei | a8 preto torre · c8 preto bispo · f8 preto torre · g8 preto rei · f7 preto peão · g7 preto peão · h7 preto peão · a6 preto peão · c6 preto peão · d6 preto bispo · b5 preto peão · d5 preto cavalo · d4 branco peão · h4 preto rainha · b3 branco bispo · c3 branco peão · a2 branco peão · b2 branco peão · f2 branco peão · g2 branco peão · h2 branco peão · a1 branco torre · b1 branco cavalo · c1 branco bispo · d1 branco rainha · e1 branco torre · g1 branco rei | a8 preto torre · c8 preto bispo · f8 preto torre · g8 preto rei · f7 preto peão · g7 preto peão · h7 preto peão · a6 preto peão · c6 preto peão · d6 preto bispo · b5 preto peão · d5 preto cavalo · d4 branco peão · h4 preto rainha · b3 branco bispo · c3 branco peão · a2 branco peão · b2 branco peão · f2 branco peão · g2 branco peão · h2 branco peão · a1 branco torre · b1 branco cavalo · c1 branco bispo · d1 branco rainha · e1 branco torre · g1 branco rei | 6 |
| 5 | a8 preto torre · c8 preto bispo · f8 preto torre · g8 preto rei · f7 preto peão · g7 preto peão · h7 preto peão · a6 preto peão · c6 preto peão · d6 preto bispo · b5 preto peão · d5 preto cavalo · d4 branco peão · h4 preto rainha · b3 branco bispo · c3 branco peão · a2 branco peão · b2 branco peão · f2 branco peão · g2 branco peão · h2 branco peão · a1 branco torre · b1 branco cavalo · c1 branco bispo · d1 branco rainha · e1 branco torre · g1 branco rei | a8 preto torre · c8 preto bispo · f8 preto torre · g8 preto rei · f7 preto peão · g7 preto peão · h7 preto peão · a6 preto peão · c6 preto peão · d6 preto bispo · b5 preto peão · d5 preto cavalo · d4 branco peão · h4 preto rainha · b3 branco bispo · c3 branco peão · a2 branco peão · b2 branco peão · f2 branco peão · g2 branco peão · h2 branco peão · a1 branco torre · b1 branco cavalo · c1 branco bispo · d1 branco rainha · e1 branco torre · g1 branco rei | a8 preto torre · c8 preto bispo · f8 preto torre · g8 preto rei · f7 preto peão · g7 preto peão · h7 preto peão · a6 preto peão · c6 preto peão · d6 preto bispo · b5 preto peão · d5 preto cavalo · d4 branco peão · h4 preto rainha · b3 branco bispo · c3 branco peão · a2 branco peão · b2 branco peão · f2 branco peão · g2 branco peão · h2 branco peão · a1 branco torre · b1 branco cavalo · c1 branco bispo · d1 branco rainha · e1 branco torre · g1 branco rei | a8 preto torre · c8 preto bispo · f8 preto torre · g8 preto rei · f7 preto peão · g7 preto peão · h7 preto peão · a6 preto peão · c6 preto peão · d6 preto bispo · b5 preto peão · d5 preto cavalo · d4 branco peão · h4 preto rainha · b3 branco bispo · c3 branco peão · a2 branco peão · b2 branco peão · f2 branco peão · g2 branco peão · h2 branco peão · a1 branco torre · b1 branco cavalo · c1 branco bispo · d1 branco rainha · e1 branco torre · g1 branco rei | a8 preto torre · c8 preto bispo · f8 preto torre · g8 preto rei · f7 preto peão · g7 preto peão · h7 preto peão · a6 preto peão · c6 preto peão · d6 preto bispo · b5 preto peão · d5 preto cavalo · d4 branco peão · h4 preto rainha · b3 branco bispo · c3 branco peão · a2 branco peão · b2 branco peão · f2 branco peão · g2 branco peão · h2 branco peão · a1 branco torre · b1 branco cavalo · c1 branco bispo · d1 branco rainha · e1 branco torre · g1 branco rei | a8 preto torre · c8 preto bispo · f8 preto torre · g8 preto rei · f7 preto peão · g7 preto peão · h7 preto peão · a6 preto peão · c6 preto peão · d6 preto bispo · b5 preto peão · d5 preto cavalo · d4 branco peão · h4 preto rainha · b3 branco bispo · c3 branco peão · a2 branco peão · b2 branco peão · f2 branco peão · g2 branco peão · h2 branco peão · a1 branco torre · b1 branco cavalo · c1 branco bispo · d1 branco rainha · e1 branco torre · g1 branco rei | a8 preto torre · c8 preto bispo · f8 preto torre · g8 preto rei · f7 preto peão · g7 preto peão · h7 preto peão · a6 preto peão · c6 preto peão · d6 preto bispo · b5 preto peão · d5 preto cavalo · d4 branco peão · h4 preto rainha · b3 branco bispo · c3 branco peão · a2 branco peão · b2 branco peão · f2 branco peão · g2 branco peão · h2 branco peão · a1 branco torre · b1 branco cavalo · c1 branco bispo · d1 branco rainha · e1 branco torre · g1 branco rei | a8 preto torre · c8 preto bispo · f8 preto torre · g8 preto rei · f7 preto peão · g7 preto peão · h7 preto peão · a6 preto peão · c6 preto peão · d6 preto bispo · b5 preto peão · d5 preto cavalo · d4 branco peão · h4 preto rainha · b3 branco bispo · c3 branco peão · a2 branco peão · b2 branco peão · f2 branco peão · g2 branco peão · h2 branco peão · a1 branco torre · b1 branco cavalo · c1 branco bispo · d1 branco rainha · e1 branco torre · g1 branco rei | 5 |
| 4 | a8 preto torre · c8 preto bispo · f8 preto torre · g8 preto rei · f7 preto peão · g7 preto peão · h7 preto peão · a6 preto peão · c6 preto peão · d6 preto bispo · b5 preto peão · d5 preto cavalo · d4 branco peão · h4 preto rainha · b3 branco bispo · c3 branco peão · a2 branco peão · b2 branco peão · f2 branco peão · g2 branco peão · h2 branco peão · a1 branco torre · b1 branco cavalo · c1 branco bispo · d1 branco rainha · e1 branco torre · g1 branco rei | a8 preto torre · c8 preto bispo · f8 preto torre · g8 preto rei · f7 preto peão · g7 preto peão · h7 preto peão · a6 preto peão · c6 preto peão · d6 preto bispo · b5 preto peão · d5 preto cavalo · d4 branco peão · h4 preto rainha · b3 branco bispo · c3 branco peão · a2 branco peão · b2 branco peão · f2 branco peão · g2 branco peão · h2 branco peão · a1 branco torre · b1 branco cavalo · c1 branco bispo · d1 branco rainha · e1 branco torre · g1 branco rei | a8 preto torre · c8 preto bispo · f8 preto torre · g8 preto rei · f7 preto peão · g7 preto peão · h7 preto peão · a6 preto peão · c6 preto peão · d6 preto bispo · b5 preto peão · d5 preto cavalo · d4 branco peão · h4 preto rainha · b3 branco bispo · c3 branco peão · a2 branco peão · b2 branco peão · f2 branco peão · g2 branco peão · h2 branco peão · a1 branco torre · b1 branco cavalo · c1 branco bispo · d1 branco rainha · e1 branco torre · g1 branco rei | a8 preto torre · c8 preto bispo · f8 preto torre · g8 preto rei · f7 preto peão · g7 preto peão · h7 preto peão · a6 preto peão · c6 preto peão · d6 preto bispo · b5 preto peão · d5 preto cavalo · d4 branco peão · h4 preto rainha · b3 branco bispo · c3 branco peão · a2 branco peão · b2 branco peão · f2 branco peão · g2 branco peão · h2 branco peão · a1 branco torre · b1 branco cavalo · c1 branco bispo · d1 branco rainha · e1 branco torre · g1 branco rei | a8 preto torre · c8 preto bispo · f8 preto torre · g8 preto rei · f7 preto peão · g7 preto peão · h7 preto peão · a6 preto peão · c6 preto peão · d6 preto bispo · b5 preto peão · d5 preto cavalo · d4 branco peão · h4 preto rainha · b3 branco bispo · c3 branco peão · a2 branco peão · b2 branco peão · f2 branco peão · g2 branco peão · h2 branco peão · a1 branco torre · b1 branco cavalo · c1 branco bispo · d1 branco rainha · e1 branco torre · g1 branco rei | a8 preto torre · c8 preto bispo · f8 preto torre · g8 preto rei · f7 preto peão · g7 preto peão · h7 preto peão · a6 preto peão · c6 preto peão · d6 preto bispo · b5 preto peão · d5 preto cavalo · d4 branco peão · h4 preto rainha · b3 branco bispo · c3 branco peão · a2 branco peão · b2 branco peão · f2 branco peão · g2 branco peão · h2 branco peão · a1 branco torre · b1 branco cavalo · c1 branco bispo · d1 branco rainha · e1 branco torre · g1 branco rei | a8 preto torre · c8 preto bispo · f8 preto torre · g8 preto rei · f7 preto peão · g7 preto peão · h7 preto peão · a6 preto peão · c6 preto peão · d6 preto bispo · b5 preto peão · d5 preto cavalo · d4 branco peão · h4 preto rainha · b3 branco bispo · c3 branco peão · a2 branco peão · b2 branco peão · f2 branco peão · g2 branco peão · h2 branco peão · a1 branco torre · b1 branco cavalo · c1 branco bispo · d1 branco rainha · e1 branco torre · g1 branco rei | a8 preto torre · c8 preto bispo · f8 preto torre · g8 preto rei · f7 preto peão · g7 preto peão · h7 preto peão · a6 preto peão · c6 preto peão · d6 preto bispo · b5 preto peão · d5 preto cavalo · d4 branco peão · h4 preto rainha · b3 branco bispo · c3 branco peão · a2 branco peão · b2 branco peão · f2 branco peão · g2 branco peão · h2 branco peão · a1 branco torre · b1 branco cavalo · c1 branco bispo · d1 branco rainha · e1 branco torre · g1 branco rei | 4 |
| 3 | a8 preto torre · c8 preto bispo · f8 preto torre · g8 preto rei · f7 preto peão · g7 preto peão · h7 preto peão · a6 preto peão · c6 preto peão · d6 preto bispo · b5 preto peão · d5 preto cavalo · d4 branco peão · h4 preto rainha · b3 branco bispo · c3 branco peão · a2 branco peão · b2 branco peão · f2 branco peão · g2 branco peão · h2 branco peão · a1 branco torre · b1 branco cavalo · c1 branco bispo · d1 branco rainha · e1 branco torre · g1 branco rei | a8 preto torre · c8 preto bispo · f8 preto torre · g8 preto rei · f7 preto peão · g7 preto peão · h7 preto peão · a6 preto peão · c6 preto peão · d6 preto bispo · b5 preto peão · d5 preto cavalo · d4 branco peão · h4 preto rainha · b3 branco bispo · c3 branco peão · a2 branco peão · b2 branco peão · f2 branco peão · g2 branco peão · h2 branco peão · a1 branco torre · b1 branco cavalo · c1 branco bispo · d1 branco rainha · e1 branco torre · g1 branco rei | a8 preto torre · c8 preto bispo · f8 preto torre · g8 preto rei · f7 preto peão · g7 preto peão · h7 preto peão · a6 preto peão · c6 preto peão · d6 preto bispo · b5 preto peão · d5 preto cavalo · d4 branco peão · h4 preto rainha · b3 branco bispo · c3 branco peão · a2 branco peão · b2 branco peão · f2 branco peão · g2 branco peão · h2 branco peão · a1 branco torre · b1 branco cavalo · c1 branco bispo · d1 branco rainha · e1 branco torre · g1 branco rei | a8 preto torre · c8 preto bispo · f8 preto torre · g8 preto rei · f7 preto peão · g7 preto peão · h7 preto peão · a6 preto peão · c6 preto peão · d6 preto bispo · b5 preto peão · d5 preto cavalo · d4 branco peão · h4 preto rainha · b3 branco bispo · c3 branco peão · a2 branco peão · b2 branco peão · f2 branco peão · g2 branco peão · h2 branco peão · a1 branco torre · b1 branco cavalo · c1 branco bispo · d1 branco rainha · e1 branco torre · g1 branco rei | a8 preto torre · c8 preto bispo · f8 preto torre · g8 preto rei · f7 preto peão · g7 preto peão · h7 preto peão · a6 preto peão · c6 preto peão · d6 preto bispo · b5 preto peão · d5 preto cavalo · d4 branco peão · h4 preto rainha · b3 branco bispo · c3 branco peão · a2 branco peão · b2 branco peão · f2 branco peão · g2 branco peão · h2 branco peão · a1 branco torre · b1 branco cavalo · c1 branco bispo · d1 branco rainha · e1 branco torre · g1 branco rei | a8 preto torre · c8 preto bispo · f8 preto torre · g8 preto rei · f7 preto peão · g7 preto peão · h7 preto peão · a6 preto peão · c6 preto peão · d6 preto bispo · b5 preto peão · d5 preto cavalo · d4 branco peão · h4 preto rainha · b3 branco bispo · c3 branco peão · a2 branco peão · b2 branco peão · f2 branco peão · g2 branco peão · h2 branco peão · a1 branco torre · b1 branco cavalo · c1 branco bispo · d1 branco rainha · e1 branco torre · g1 branco rei | a8 preto torre · c8 preto bispo · f8 preto torre · g8 preto rei · f7 preto peão · g7 preto peão · h7 preto peão · a6 preto peão · c6 preto peão · d6 preto bispo · b5 preto peão · d5 preto cavalo · d4 branco peão · h4 preto rainha · b3 branco bispo · c3 branco peão · a2 branco peão · b2 branco peão · f2 branco peão · g2 branco peão · h2 branco peão · a1 branco torre · b1 branco cavalo · c1 branco bispo · d1 branco rainha · e1 branco torre · g1 branco rei | a8 preto torre · c8 preto bispo · f8 preto torre · g8 preto rei · f7 preto peão · g7 preto peão · h7 preto peão · a6 preto peão · c6 preto peão · d6 preto bispo · b5 preto peão · d5 preto cavalo · d4 branco peão · h4 preto rainha · b3 branco bispo · c3 branco peão · a2 branco peão · b2 branco peão · f2 branco peão · g2 branco peão · h2 branco peão · a1 branco torre · b1 branco cavalo · c1 branco bispo · d1 branco rainha · e1 branco torre · g1 branco rei | 3 |
| 2 | a8 preto torre · c8 preto bispo · f8 preto torre · g8 preto rei · f7 preto peão · g7 preto peão · h7 preto peão · a6 preto peão · c6 preto peão · d6 preto bispo · b5 preto peão · d5 preto cavalo · d4 branco peão · h4 preto rainha · b3 branco bispo · c3 branco peão · a2 branco peão · b2 branco peão · f2 branco peão · g2 branco peão · h2 branco peão · a1 branco torre · b1 branco cavalo · c1 branco bispo · d1 branco rainha · e1 branco torre · g1 branco rei | a8 preto torre · c8 preto bispo · f8 preto torre · g8 preto rei · f7 preto peão · g7 preto peão · h7 preto peão · a6 preto peão · c6 preto peão · d6 preto bispo · b5 preto peão · d5 preto cavalo · d4 branco peão · h4 preto rainha · b3 branco bispo · c3 branco peão · a2 branco peão · b2 branco peão · f2 branco peão · g2 branco peão · h2 branco peão · a1 branco torre · b1 branco cavalo · c1 branco bispo · d1 branco rainha · e1 branco torre · g1 branco rei | a8 preto torre · c8 preto bispo · f8 preto torre · g8 preto rei · f7 preto peão · g7 preto peão · h7 preto peão · a6 preto peão · c6 preto peão · d6 preto bispo · b5 preto peão · d5 preto cavalo · d4 branco peão · h4 preto rainha · b3 branco bispo · c3 branco peão · a2 branco peão · b2 branco peão · f2 branco peão · g2 branco peão · h2 branco peão · a1 branco torre · b1 branco cavalo · c1 branco bispo · d1 branco rainha · e1 branco torre · g1 branco rei | a8 preto torre · c8 preto bispo · f8 preto torre · g8 preto rei · f7 preto peão · g7 preto peão · h7 preto peão · a6 preto peão · c6 preto peão · d6 preto bispo · b5 preto peão · d5 preto cavalo · d4 branco peão · h4 preto rainha · b3 branco bispo · c3 branco peão · a2 branco peão · b2 branco peão · f2 branco peão · g2 branco peão · h2 branco peão · a1 branco torre · b1 branco cavalo · c1 branco bispo · d1 branco rainha · e1 branco torre · g1 branco rei | a8 preto torre · c8 preto bispo · f8 preto torre · g8 preto rei · f7 preto peão · g7 preto peão · h7 preto peão · a6 preto peão · c6 preto peão · d6 preto bispo · b5 preto peão · d5 preto cavalo · d4 branco peão · h4 preto rainha · b3 branco bispo · c3 branco peão · a2 branco peão · b2 branco peão · f2 branco peão · g2 branco peão · h2 branco peão · a1 branco torre · b1 branco cavalo · c1 branco bispo · d1 branco rainha · e1 branco torre · g1 branco rei | a8 preto torre · c8 preto bispo · f8 preto torre · g8 preto rei · f7 preto peão · g7 preto peão · h7 preto peão · a6 preto peão · c6 preto peão · d6 preto bispo · b5 preto peão · d5 preto cavalo · d4 branco peão · h4 preto rainha · b3 branco bispo · c3 branco peão · a2 branco peão · b2 branco peão · f2 branco peão · g2 branco peão · h2 branco peão · a1 branco torre · b1 branco cavalo · c1 branco bispo · d1 branco rainha · e1 branco torre · g1 branco rei | a8 preto torre · c8 preto bispo · f8 preto torre · g8 preto rei · f7 preto peão · g7 preto peão · h7 preto peão · a6 preto peão · c6 preto peão · d6 preto bispo · b5 preto peão · d5 preto cavalo · d4 branco peão · h4 preto rainha · b3 branco bispo · c3 branco peão · a2 branco peão · b2 branco peão · f2 branco peão · g2 branco peão · h2 branco peão · a1 branco torre · b1 branco cavalo · c1 branco bispo · d1 branco rainha · e1 branco torre · g1 branco rei | a8 preto torre · c8 preto bispo · f8 preto torre · g8 preto rei · f7 preto peão · g7 preto peão · h7 preto peão · a6 preto peão · c6 preto peão · d6 preto bispo · b5 preto peão · d5 preto cavalo · d4 branco peão · h4 preto rainha · b3 branco bispo · c3 branco peão · a2 branco peão · b2 branco peão · f2 branco peão · g2 branco peão · h2 branco peão · a1 branco torre · b1 branco cavalo · c1 branco bispo · d1 branco rainha · e1 branco torre · g1 branco rei | 2 |
| 1 | a8 preto torre · c8 preto bispo · f8 preto torre · g8 preto rei · f7 preto peão · g7 preto peão · h7 preto peão · a6 preto peão · c6 preto peão · d6 preto bispo · b5 preto peão · d5 preto cavalo · d4 branco peão · h4 preto rainha · b3 branco bispo · c3 branco peão · a2 branco peão · b2 branco peão · f2 branco peão · g2 branco peão · h2 branco peão · a1 branco torre · b1 branco cavalo · c1 branco bispo · d1 branco rainha · e1 branco torre · g1 branco rei | a8 preto torre · c8 preto bispo · f8 preto torre · g8 preto rei · f7 preto peão · g7 preto peão · h7 preto peão · a6 preto peão · c6 preto peão · d6 preto bispo · b5 preto peão · d5 preto cavalo · d4 branco peão · h4 preto rainha · b3 branco bispo · c3 branco peão · a2 branco peão · b2 branco peão · f2 branco peão · g2 branco peão · h2 branco peão · a1 branco torre · b1 branco cavalo · c1 branco bispo · d1 branco rainha · e1 branco torre · g1 branco rei | a8 preto torre · c8 preto bispo · f8 preto torre · g8 preto rei · f7 preto peão · g7 preto peão · h7 preto peão · a6 preto peão · c6 preto peão · d6 preto bispo · b5 preto peão · d5 preto cavalo · d4 branco peão · h4 preto rainha · b3 branco bispo · c3 branco peão · a2 branco peão · b2 branco peão · f2 branco peão · g2 branco peão · h2 branco peão · a1 branco torre · b1 branco cavalo · c1 branco bispo · d1 branco rainha · e1 branco torre · g1 branco rei | a8 preto torre · c8 preto bispo · f8 preto torre · g8 preto rei · f7 preto peão · g7 preto peão · h7 preto peão · a6 preto peão · c6 preto peão · d6 preto bispo · b5 preto peão · d5 preto cavalo · d4 branco peão · h4 preto rainha · b3 branco bispo · c3 branco peão · a2 branco peão · b2 branco peão · f2 branco peão · g2 branco peão · h2 branco peão · a1 branco torre · b1 branco cavalo · c1 branco bispo · d1 branco rainha · e1 branco torre · g1 branco rei | a8 preto torre · c8 preto bispo · f8 preto torre · g8 preto rei · f7 preto peão · g7 preto peão · h7 preto peão · a6 preto peão · c6 preto peão · d6 preto bispo · b5 preto peão · d5 preto cavalo · d4 branco peão · h4 preto rainha · b3 branco bispo · c3 branco peão · a2 branco peão · b2 branco peão · f2 branco peão · g2 branco peão · h2 branco peão · a1 branco torre · b1 branco cavalo · c1 branco bispo · d1 branco rainha · e1 branco torre · g1 branco rei | a8 preto torre · c8 preto bispo · f8 preto torre · g8 preto rei · f7 preto peão · g7 preto peão · h7 preto peão · a6 preto peão · c6 preto peão · d6 preto bispo · b5 preto peão · d5 preto cavalo · d4 branco peão · h4 preto rainha · b3 branco bispo · c3 branco peão · a2 branco peão · b2 branco peão · f2 branco peão · g2 branco peão · h2 branco peão · a1 branco torre · b1 branco cavalo · c1 branco bispo · d1 branco rainha · e1 branco torre · g1 branco rei | a8 preto torre · c8 preto bispo · f8 preto torre · g8 preto rei · f7 preto peão · g7 preto peão · h7 preto peão · a6 preto peão · c6 preto peão · d6 preto bispo · b5 preto peão · d5 preto cavalo · d4 branco peão · h4 preto rainha · b3 branco bispo · c3 branco peão · a2 branco peão · b2 branco peão · f2 branco peão · g2 branco peão · h2 branco peão · a1 branco torre · b1 branco cavalo · c1 branco bispo · d1 branco rainha · e1 branco torre · g1 branco rei | a8 preto torre · c8 preto bispo · f8 preto torre · g8 preto rei · f7 preto peão · g7 preto peão · h7 preto peão · a6 preto peão · c6 preto peão · d6 preto bispo · b5 preto peão · d5 preto cavalo · d4 branco peão · h4 preto rainha · b3 branco bispo · c3 branco peão · a2 branco peão · b2 branco peão · f2 branco peão · g2 branco peão · h2 branco peão · a1 branco torre · b1 branco cavalo · c1 branco bispo · d1 branco rainha · e1 branco torre · g1 branco rei | 1 |
|   | a | b | c | d | e | f | g | h |   |

Após a continuação principal do sacrifício do peão preto, 9. exd5 Cxd5 10. Cxe5 Cxe5 11. Txe5 c6 12. d4 Bd6 13. Te1, a ala de rei branca perdeu um defensor importante no cavalo f3 e as pretas podem iniciar um ataque poderoso contra o rei branco com 13. . . Qh4.
As brancas também sofrem de uma ala de dama subdesenvolvida e enfrentam algumas dificuldades para desenvolver seu cavalo restante, já que o peão em c3 bloqueia uma de suas casas. No entanto, as brancas podem chegar a um final de jogo com uma vantagem de peão se forem capazes de resistir ao ataque das pretas.

## Anti-marshalls
"Anti-Marshalls" comuns incluem a substituição por h3 ou a4 em vez de 8. c3. Por muitos anos, 8. a4 foi o mais comum devido à vitória de Garry Kasparov sobre Nigel Short no Campeonato Mundial de Xadrez de 1993. Recentemente, no entanto, a viabilidade de 8... b4 em resposta a 8. a4 levou ao aumento do uso de 8. h3.